# Андерсон, Джеймс (теннисист)
Джеймс Аутрам (Дж. О.) Андерсон (англ. James Outram "J. O." Anderson; 17 сентября 1895, Энфилд, Новый Южный Уэльс — 23 декабря 1973, Госфорд, Новый Южный Уэльс) — австралийский теннисист-любитель, 3-я ракетка мира в 1923 году. Трёхкратный чемпион Австралии в одиночном разряде, победитель чемпионата Австралии и Уимблдонского турнира в мужском парном разряде, обладатель Кубка Дэвиса (1919) в составе сборной Австралазии. Член Международного зала теннисной славы с 2013 года.

## Биография
Родился в 1894 году в Энфилде (пригороде Сиднея), став восьмым ребёнком в семье. Отец, также носивший имя Джеймс Аутрам, работал клерком и был местным уроженцем, как и его жена Пейшенс. Джеймс-младший учился в Камденской средней школе.
В 1912 году Андерсон стал первым победителем чемпионата штата Виктория среди юношей, представлявшим другой австралийский штат. Два года спустя он выиграл чемпионат Нового Южного Уэльса в одиночном разряде. В годы Первой мировой войны занимался сельским хозяйством в Форбсе, в марте 1917 года женился на Мод Айрин Уитфилд. В этом браке в дальнейшем родились четыре дочери и сын.
Снова выиграв чемпионат Нового Южного Уэльса в 1919 году, Андерсон затем со сборной Австралазии завоевал Кубок Дэвиса, вдвоём с Джеральдом Паттерсоном обыграв в Сиднее команду Британских островов. В том же году он стал финалистом чемпионата Австралии в мужском парном разряде. С 1922 по 1926 год Андерсон играл в финале чемпионата Австралии среди мужских пар ещё четырежды, завоевав титул в 1924 году. За этот же период он три раза становился чемпионом Австралии в одиночном разряде, дважды (в 1922 и 1925 годах) обыграв в финале Паттерсона, а в 1924 году — ещё одного австралийца Ричарда Шлезингера. Первые два титула он завоевал в пятисетовых поединках.
Помимо чемпионата Австралии, Андерсону удалось завоевать только один титул в наиболее престижных турнирах, впоследствии известных как Большой шлем: в 1922 году он выиграл Уимблдонский турнир в паре с британцем Рандольфом Лайсеттом. В том же году он дошёл на Уимблдонском турнире до полуфинала в одиночном разряде, повторив этот результат три года спустя. В первом случае Андерсон уступил Паттерсону, а во втором — французу Рене Лакосту. Он также был полуфиналистом чемпионата США 1921 года, где после побед над Норрисом Уильямсом и Фрэнком Хантером проиграл Уоллесу Джонсону.
В составе сборной Австралазии, а затем сборной Австралии Андерсон с 1919 по 1925 год провёл 15 матчей в Кубке Дэвиса. После победы в 1919 году он дважды — в 1922 и 1923 годах — проигрывал в финале сборной США. В одиночном разряде он одержал 20 побед при 7 поражениях, а в парном — 8 побед при единственном поражении. Наиболее заметная из его побед была одержана в финале 1923 года, когда австралиец обыграл Билла Джонстона — действующего чемпиона Уимблдонского турнира, до этого не проигравшего в Кубке Дэвиса ни одной встречи. Это помогло Андерсону закончить сезон на 3-м месте в ежегодном рейтинге сильнейших теннисистов мира, составляемом газетой Daily Telegraph.
Долгое отсутствие в Австралии (по пять-семь месяцев каждый год), связанное в том числе с участием в розыгрышах Кубка Дэвиса, отрицательно сказывалось на финансовом положении Андерсона. После того, как в 1923 году Австралийская ассоциация лаун-тенниса отказалась возместить ему убытки, в 1924 году Андерсон отказался выступать за сборную, вместо этого основав сеть магазинов спортивного инвентаря J. O. Anderson & Co. Это предприятие, однако, оказалось малоуспешным, и вскоре от сети остался только один магазин. В 1926 году Андерсон завершил любительскую теннисную карьеру, начав работать в Сиднее теннисным тренером. Позже, в 1930 году, он попытался вернуться в любительский теннис, но ему в этом было отказано.
Первая жена Андерсона, Мод, умерла в 1955 году. Через два года он женился вторично на Мейбл Литтл. Экс-чемпион продолжал работать теннисным тренером до 1960-х годов и умер в конце 1973 года в Госфорде (Новый Южный Уэльс), оставив после себя вдову и пятерых детей от первого брака.

## Облик и манера игры
Билл Тилден описывал Андерсона как «высокого, нескладного, почти неуклюжего, немногословного, мрачного, неулыбчивого» человека, который, однако, интересен для большинства знакомых с ним. По словам Тилдена, австралиец «оставлял ощущение безжалостности», которое часто разрушали его «очаровательная улыбка» и готовность с похвалой отзываться об удачных ударах соперника. Частью имиджа Андерсона был его талисман — большой игрушечный кенгуру, которого теннисист приносил с собой на игры, а также специфичная причёска — гладко зачёсанные волосы, разделённые точно по центру прямым пробором.
За быстроту передвижения Андерсон, известный среди болельщиков как Джей-О, получил прозвище «Гончая» (англ. The Greyhound). Лучше всего ему удавался удар открытой ракеткой — мощный и не подкрученный, выполняемый на уровне плеча. Сильными сторонами его игры были также удары с лёта и на подъёме с отскока и обводящие удары по линии, тогда как удар закрытой ракеткой относился к его слабостям, и Андерсон старался по возможности чаще использовать свой коронный форхенд.

## Финалы турниров Большого шлема за карьеру

### Одиночный разряд (3-0)
| Результат | Год  | Турнир                  | Покрытие | Соперник в финале  | Счёт в финале           |
| --------- | ---- | ----------------------- | -------- | ------------------ | ----------------------- |
| Победа    | 1922 | Чемпионат Австралии     | Трава    | Джеральд Паттерсон | 6-0, 3-6, 3-6, 6-3, 6-2 |
| Победа    | 1924 | Чемпионат Австралии (2) | Трава    | Ричард Шлезингер   | 6-3, 6-4, 3-6, 5-7, 6-3 |
| Победа    | 1925 | Чемпионат Австралии (3) | Трава    | Джеральд Паттерсон | 11-9, 2-6, 6-2, 6-3     |

### Мужской парный разряд (2-4)
| Результат | Год  | Турнир              | Покрытие | Партнёр          | Соперники в финале                | Счёт в финале            |
| --------- | ---- | ------------------- | -------- | ---------------- | --------------------------------- | ------------------------ |
| Поражение | 1919 | Чемпионат Австралии | Трава    | Артур Лоу        | Пат О’Хара Вуд Рональд Томас      | 5-7, 1-6, 9-7, 6-3, 3-6  |
| Поражение | 1922 | Чемпионат Австралии | Трава    | Норман Пич       | Джеральд Паттерсон Джон Хокс      | 10-8, 0-6, 0-6, 5-7      |
| Победа    | 1922 | Уимблдонский турнир | Трава    | Рандольф Лайсетт | Пат О’Хара Вуд Джеральд Паттерсон | 3-6, 7-9, 6-4, 6-3, 11-9 |
| Победа    | 1924 | Чемпионат Австралии | Трава    | Норман Брукс     | Пат О’Хара Вуд Джеральд Паттерсон | 6-2, 6-4, 6-3            |
| Поражение | 1925 | Чемпионат Австралии | Трава    | Фред Калмс       | Пат О’Хара Вуд Джеральд Паттерсон | 4-6, 6-8, 5-7            |
| Поражение | 1926 | Чемпионат Австралии | Трава    | Пат О’Хара Вуд   | Джеральд Паттерсон Джон Хокс      | 1-6, 4-6, 2-6            |

## Финалы Кубка Дэвиса за карьеру (1-2)
| Результат | Год  | Место финала      | Покрытие | Команда                                                | Соперники в финале                            | Счёт |
| --------- | ---- | ----------------- | -------- | ------------------------------------------------------ | --------------------------------------------- | ---- |
| Победа    | 1919 | Сидней, Австралия | Трава    | Австралазия Дж. Андерсон, Н. Брукс, Дж. Паттерсон      | Великобритания А. Бимиш, Э. Кингскотт, А. Лоу | 4:1  |
| Поражение | 1922 | Нью-Йорк, США     | Трава    | Австралазия Дж. Андерсон, П. О’Хара Вуд, Дж. Паттерсон | США Б. Джонстон, В. Ричардс, Б. Тилден        | 1:4  |
| Поражение | 1923 | Нью-Йорк          | Трава    | Австралия Дж. Андерсон, Дж. Хокс                       | США Б. Джонстон, Б. Тилден, Р. Н. Уильямс     | 1:4  |